# Poste Italiane
Pour les articles homonymes, voir La Poste.
Poste Italiane S.p.A. est une entreprise publique italienne constituée sous cette forme en 1998. Les activités de Poste Italiane concernent l'acheminement du courrier, des colis et paquets, la philatélie et les services financiers (BancoPosta).

## Historique
En 2014, le gouvernement italien a décidé de vendre 40 % de Poste Italiane. Cette privatisation partielle de l'entreprise a lieu en octobre 2015, où 38 % de Poste italiane sont introduits en bourse pour 3,4 milliards d'euros.
En janvier 2021, Poste Italiane annonce l'acquisition d'une participation de 51 % dans Sengi Express, une entreprise de logistique chinoise. Le 8 mars 2021, Poste Italiane annonce son souhait de prendre une 40% de BNL Finance, groupe bancaire italien, filiale de BNP Paribas.
En février 2022, Poste Italiane annonce l'acquisition de LIS, une entreprise de paiement électronique, pour 700 millions d'euros.
En mars 2025, Vivendi annonce la vente pour 684 millions d'euros d'une participation de 15 % de TIM à Poste Italiane, qui avait déjà une participation de 9 %.

## Chiffres

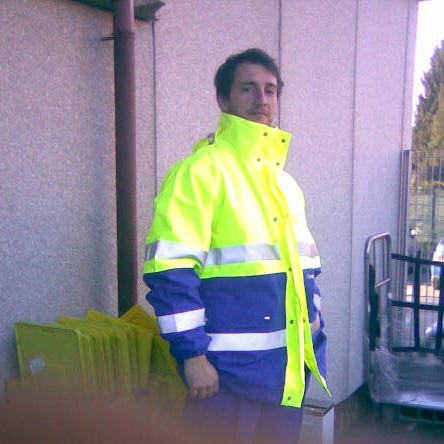
Un facteur italien à Novara.

- Effectif du personnel : 152 074 salariés
- Bureaux de poste : 14 000
- Montant des dépôts sur livrets d'épargne et comptes courants : 212 milliards d'euros
- Comptes courants actifs : 2,8 millions
- Chiffre d'affaires global : 20,1 milliards d'euros
  - dont courrier et colis : 0,52
  - dont services financiers : 0,48
  - dont services d'assurance : 0,71
- Charges d'exploitation : 6,6 milliards d'euros
  - dont charges de personnel : 4,8.

Le groupe Poste Italiane comprend diverses sociétés filiales dont :
- SDA, courrier express national ;
- Postel, services de courrier hybride ;
- Poste Vita, assurance-vie ;
- PosteMobile, télécommunications ;
- Postecom, services en ligne sur Internet ;
- BancoPosta Fondi SGR, gestion de fonds communs d'investissements.